# Manel Lacambra Cuixart
Manel Lacambra Cuixart (Terrassa, 7 d'agost de 1975) és un director esportiu de ciclisme català.
Com a ciclista no va passar mai a professionals i va començar a fer de mecànic a l'equip Team Polti. Posteriorment va passar per altres equips femenins com el Team Aliverti, el Prato Marathon Bike i el Team Bigla.
A partir de 2005 comença a exercir de director esportiu en diversos equips com l'Univega Cycling Pro Team, el Girona Costa Brava i el Cervelo Test Team. El 2010 és nomenat seleccionador de l'equip dels EUA i al 2011 entrà com a mànager del Diadora-Pasta Zara, un dels millors equips d'aquells moments.
El 2014 treballa per l'equip masculí del MTN-Qhubeka, i el 2016, després d'un pas pel Cervélo-Bigla, comença l'etapa al Cylance Pro Cycling.
El 2023 és fundador i director esportiu de l'equip ciclista femení Zaaf Cycling Team
És parella de la ciclista Shelley Olds.